# Арнаутов Василь Олексійович
Василь Олексійович Арнаутов (нар. 18 березня 1881 — вересень 1938) — історик освіти, ректор Одеського інституту народного господарства.

## Життєпис
В. О. Арнаутов народився 18.03.1881 у с. Катаржино Херсонської губернії.
Середню освіту отримав у 3-й Одеській гімназії, вищу — на історичному відділенні історико-філологічного ф-ту Імператорського Новоросійського університету (1899—1903 р. р.). Безпосереднім вчителем в Новоросійському університеті був професор Іван Линниченко. Під керівництвом І. Линниченка студіював давньоруські літописи, роботи О. Шахматова, організовував лекції для простолюду на Слобідці-Романівці в Одесі.
У 1920-ті І. Линниченко зараховував В. Арнаутова до числа своїх найближчих учнів — своєї наукової школи. 11.10.1908 був обраний у члени Педагогічного відділу ІФТ при Новоросійському університеті.
Однак В. Арнаутов присвятив себе не так науковій, як революційній діяльності у лавах партії соціалістів-революціонерів. До 1917 року вчителював в Одесі та різних містах Російської імперії, організовував нелегальну політичну роботу, зазнавав переслідувань поліції. У 1917—1920 роках був одним з активних борців за встановлення радянської влади в Україні, очолював революційні дружини в Одесі у 1919—1920 рр.. На початку 1920-х років перебував у лавах есерів-боротьбістів, але згодом вступив до КП(б)У.
У 1921—1928 роках перебував у Харкові. У 1920-1930-х роках зосередився на адміністративно-педагогічній роботі, організовував допомогу голодуючим дітям, виконував обов'язки завідувача Управління соцвиху при Наркомосі УСРР. Брав участь у багатьох з'їздах, був одним з головних теоретиків радянської освітньої системи. Пропагував ідею українізації. У 1926 році писав, що «через 7-10 років у нашій Республіці українська мова буде рішуче переважати у культурі, на ній будуть однаково розмовляти робітники та селяни».
З 1928 року і до загибелі жив в Одесі, де займався педагогічною та науковою діяльностю. Читав лекції з історії, діалектичного матеріалізму, економіки в Одеському інституті народної освіти. В Одеському педагогічному інституті завідував кабінетом історії України.
В 1928—1930 роках був ректором Одеського інституту народного господарства .
У листопаді 1937 року був заарештований, а 22 вересня 1938 року — засуджений до страти.
Реабілітований в 1956 році.

## Науковий доробок
В анкетах своїм головним науковим напрямком називав історію України. У творчому доробку мало суто науково-історичних праць, свою кваліфікацію реалізовував у педагогічних та суспільно-політичних працях. Лише наприкінці ХІХ — на початку ХХ ст. та наприкінці життя працював істориком, здебільшого джерелознавцем. Дослідження одного зі списків давньоруського літопису здійснив на високому джерелознавчому рівні. Стаття вийшла в одному з видань РАН за сприяння академіка О. Шахматова. Став одним з перших істориків радянської педагогіки. Підкреслював контраст між дореволюційною та радянською системою освіти, зазначаючи русифікаторський та елітарний характер першої. Одним з перших здійснив спробу періодизації початкового етапу розвитку радянської системи освіти, пов'язавши її з етапами господарського та політичного розвитку.

##### Праці
- Арнаутов В. «Киевская» летопись Супрасльского сборника (к вопросу о Смоленском летописании) / В. Арнаутов // Известия отделения русского языка и словесности императорской АН. — 1909. — Т. 14. — Кн. 3. — С. 5–7.
- Арнаутов В. Короткий нарис історії соцвиху / В. Арнаутов // Записки Харківського інституту Народної освіти ім. О. Потебні. — Т. 2. — 1927. — С. 3–17.
- Арнаутов В. Прежде и теперь / В. Арнаутов. — Х., 1926. — 76 с.
- Арнаутів В. Навчання грамоти / В. Арнаутів // Радянська освіта. — 1925. — № 3. — С. 28–34; Арнаутов В. Дитячий рух на селі / В. Арнаутов // Радянська освіта. — 1923. — № 1. — С. 81–86.
- Арнаутов В. На боротьбу за культурну людину / В. Арнаутов //Дитячий рух. — 1928. — № 6–7. — С. 2.
- Арнаутов В. Засоби педагогічного впливу в колективах Ю. Л. / В. Арнаутов // Радянська освіта. — 1925. — № 5. — С. 28–30.
- Арнаутов В. Шкільна кооперація на пленумі ЦБ КДР / В. Арнаутов // Дитячий рух. — 1926. — № 7–8. — С. 1–3.
- Арнаутов В. Учитель и детское движение / В. Арнаутов // Путь просвещения. — 1923. — № 7–8. — С. 50–57. Арнаутов В. Кооперация в школе / В. Арнаутов // Друг детей. — 1925. — № 7–8. — С. 19–24.